# Mamy Razafimanantsoa
Mamy Razafimanantsoa est une athlète malgache.

## Biographie
Mamy Razafimanantsoa remporte la médaille de bronze du relais 4 x 100 mètres aux Jeux africains de 1991 au Caire. E
Elle est également championne de Madagascar du 100 mètres haies en 1989, 1992 et 1993.

### Palmarès
| Date | Compétition    | Lieu     | Résultat | Épreuve   | Performance |
| ---- | -------------- | -------- | -------- | --------- | ----------- |
| 1991 | Jeux africains | Le Caire | 3e       | 4 x 100 m | 45 s 96     |